# Becațină comună

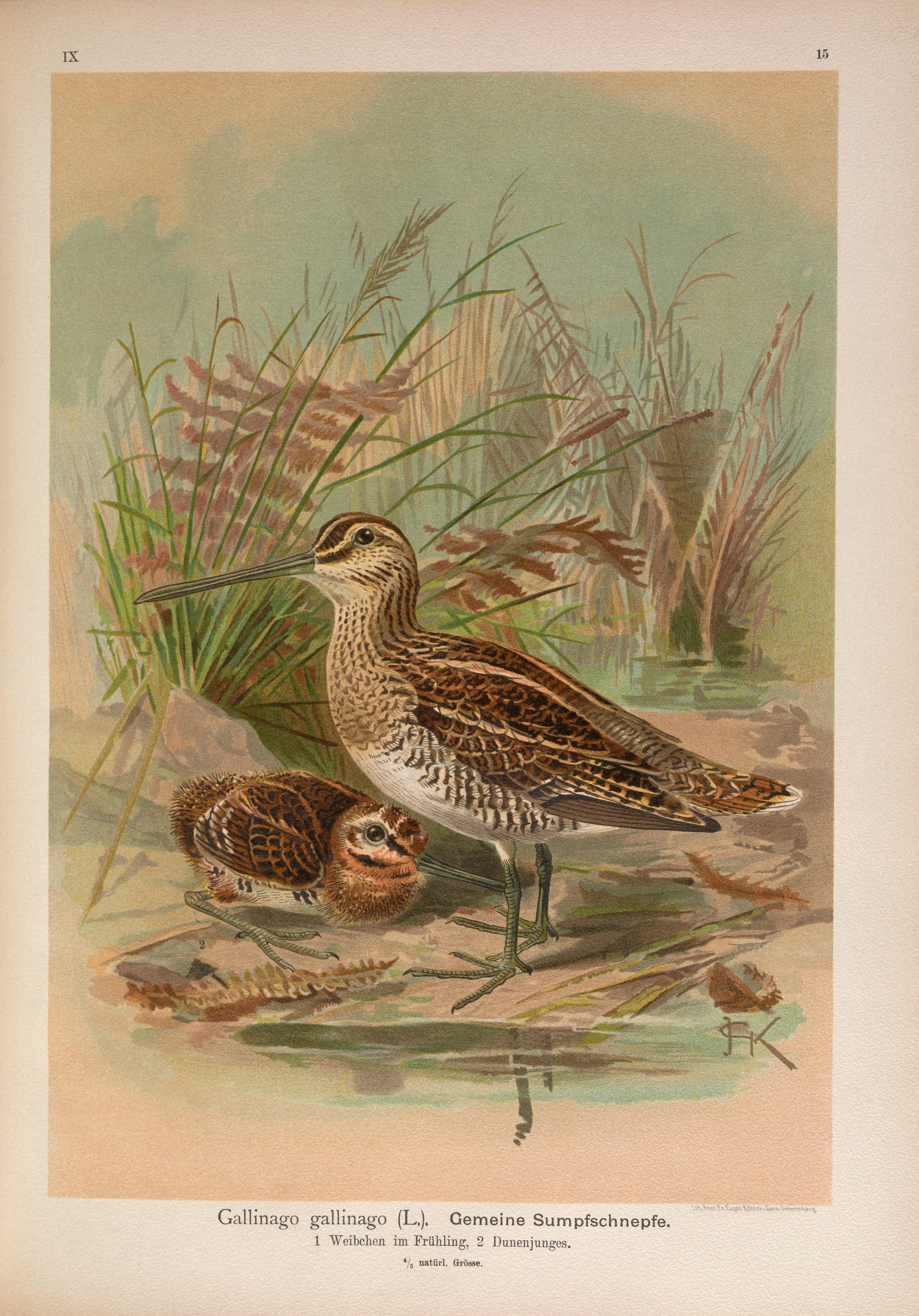

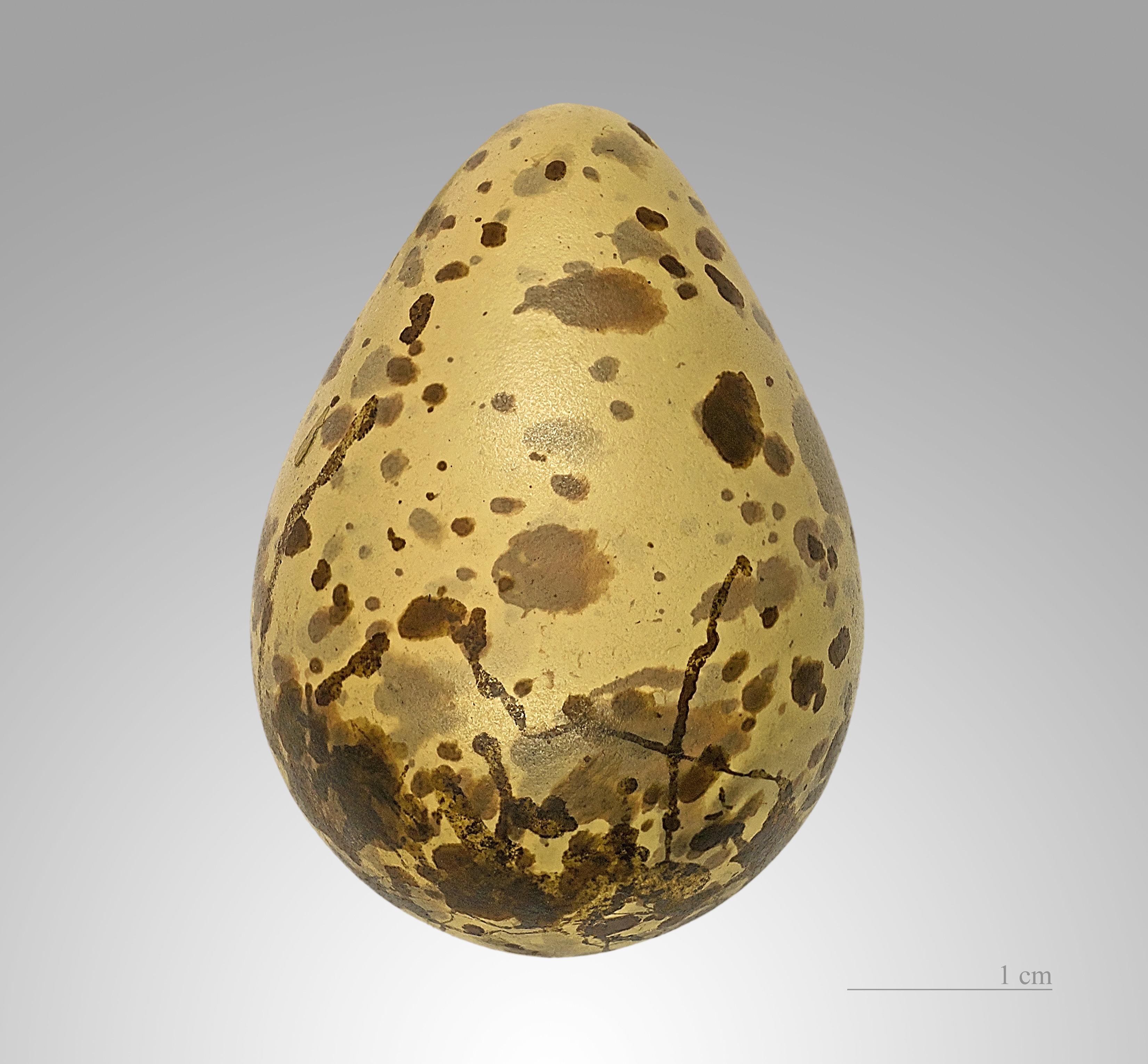
Gallinago gallinago

Becațina (Gallinago gallinago) este o pasăre de baltă, din familia Scolopacidae, ordinul Charadriiformes. 

## Morfologie
Becaținele sunt păsări de talie medie (25 - 28 cm) la care caracteristic este ciocul lung. Ochii sunt așezați lateral, asigurându-le o rază vizuală mare. În comparație cu alte păsări de baltă, picioarele sunt mai scurte. Abdomenul păsării este albicios, iar pe flancurile corpului penajul este de culoare pestriță brună. Ca aspect, tineretul se poate distinge cu greu de păsările adulte. În zbor becaținele s-ar putea distinge destul de greu de alte specii, dacă nu ar emite sunete caracteristice.

## Răspândire
Păsările sunt răspândite în Eurasia, ajungând din regiunea mediteraneană până în Scandinavia, Marea Britanie sau America de Nord. 
În Germania becaținele sunt pe lista păsărilor pe cale de dispariție. Pericolul care amenință regresul efectivului de păsări nu este vânarea lor ci acțiunile de asanare și drenare a terenurilor agricole, precum și tasarea solului prin mașinile și utilajele grele folosite în agricultură. Becaținele sunt numai în parte păsări migratoare, ele migrând iarna spre sud numai din zonele mai reci.

## Subspecii - variante
- Gallinago g. gallinago - trăiesc răspândite de la Marea Britanie până la Kamceatka, Marea Bering
- Gallinago g. faeroensis - ele trăiesc pe un areal mai restrâns care se limitează la Insulele Feroe, Orkney și Shetland din Atlanticul de Nord.
- Gallinago (g.) delicata - are spre deosebire de celelalte variante un corp delicat, suplu.

## Mod de viață
Becaținele preferă regiunile de pășuni umede sau smârcuri cu stuf, unde cuibăresc și cresc puii. În solul umed afânat caută hrana, care constă din viermi, moluște, crustacei, semințe vegetale, insecte și larvele acestora.